# Подгорное (Белохолуницкий район)
Подгорное — опустевшая деревня в Белохолуницком районе Кировской области. Входит в Гуренское сельское поселение.

## География
Находится на расстоянии примерно 9 километров по прямой на запад-юго-запад от районного центра города Белая Холуница.

## История
Известна с 1678 года, когда в ней было учтено 8 дворов. В 1764 году отмечено 110 жителей, в 1873 году дворов 15 и жителей 142, в 1905 31 и 216 соответственно, в 1926 45 и 252. В 1950 33 двора и 126 жителей, в 1989 году проживало 6 человек.

## Население
Постоянное население  составляло 2 человека (русские 100%) в 2002 году, 1 в 2010.